# 첸리췬
첸리췬(중국어 간체자: 钱理群, 병음: Qián Lǐqún, 한자음: 전리군, 1939년 1월 30일 ~ )은 중화인민공화국의 작가, 중국 현대 문학 연구자이다. 

## 생애
1939년 중화민국 충칭에서 태어나 중화인민공화국 난징에서 초등학교와 중학교를 나왔다. 1956년에 난징 사범대학 부속중학교를 졸업한 후에는 베이징 대학 중문과 신문 전공에 진학했다. 1958년에는 중국인민대학 신문학과에 들어갔다. 대약진운동 시절이었지만, 1960년 중국인민대학 신문학과를 졸업한 뒤 구이저우성 안순교(安順敎)에서 중학교 교사로 배치되었다.
1978년에는 베이징 대학 중문과 대학원에 들어갔고, 1981년 석사 학위를 딴 후에는 학교에 남아 교편을 잡았다. 1985년에는 전임 강사가 되었고, 이후로 동 대학 교수가 되었다.
2002년 베이징대 중문과 교수에서 은퇴하였다. 

## 관점
그의 민중적 삶은 무엇보다도 루쉰과 마오쩌둥의 영향을 많이 받은 것 같다. 그의 나중의 학자적 관점에서 보기에, 20세기의 중국 문학을 연구하는 데는 쑨원•마오쩌둥•루쉰•후스•장제스 등 몇 사람이 반드시 필요하다. 
그가 만년에 출간한 <마오쩌둥 시대와 포스트 마오쩌둥 시대>는 통속적 내용의 역사 회고물로, 저자와 동시대의 청년 마오쩌둥주의 민중들이 겪어온 삶을 자전적으로 엮어본 저작이다. 
그는 중화인민공화국 내에서 개혁개방 이전과는 달리, 그 이후로 중국 중등 어문 교육 과정에서 루쉰 문학의 비중이 예전보다 감소하는 것을 힘써 비판한 바 있다. 
1950년-1960년대 루쉰과 마오쩌둥 등에 깊게 빠져 지냈던 실천적인 소(小) 지식인이었던 그는 문혁이 끝나고 얼마 후에 개혁개방이 중국 내에서 일어날 줄은 당시에 자신과 같은 풀뿌리 민중들은 미처 예상하지도 못했다고 회고하기도 한다.
그는 개혁개방 이후 당대 중국의 교육 제도에 대한 비판과 아울러, 한 명의 루쉰주의자로 줄곧 자처해왔다. 
그는 베이징대 교수직에서 퇴임한 후에는 지방의 한 중학교에 내려가 한동안 어문 교사직을 다시 맡아보며 루쉰 문학을 다시 가르치기도 했다. 첸리췬은 정치적으로는 풀뿌리 마르크스-레닌주의라고 할 수 있는 인민민주주의의 중국적 변용에 천착하였고, 충칭모델에 대해서 호의적이기도 했다.